# Charlatan (Gemälde)
Charlatan („Scharlatan“) ist der Titel eines Gemäldes des flämischen Malers Jan Miel (1599–1663) aus seiner römischen Schaffensperiode um 1650.
Es zeigt eine Marktszene mit dem namensgebenden Dottore, begleitet von Zanni aus der commedia dell’arte. Das sich hinter ihnen befindliche Schild wirbt mit VERO SECRET CONT... („die wahre Heilung“) für sie.
Es ist seit 1802 im Besitz der Eremitage in Sankt Petersburg und derzeit nicht öffentlich ausgestellt.

## Quelle
- Website der Eremitage